# Anne Ehscheidt
Anna „Anne“ Ehscheidt, auch Änne Ehscheidt, (* 16. Juli 1919 in Frankfurt am Main; † 26. August 1947 ebenda) war eine deutsche Wasserspringerin. Sie war deutsche Vizemeisterin im Turmspringen und Teilnehmerin an den Olympischen Sommerspielen 1936 in Berlin.

## Leben und sportliche Erfolge
Anne Ehscheidt war eine Tochter von Adam und Flora Sophie Ehscheidt (geb. Jerochnik). Als Jugendliche war sie Mitglied des Anfang Januar 1931 gegründeten Damen-Schwimm-Vereins Frankfurt (DSVF, später Schwimmverein Moenus Frankfurt e. V.) Ihre Trainingssprünge absolvierte sie vom 10 m hohen Sprungturm, dem Wahrzeichen des 1925 neu errichteten Stadionbads im Frankfurter Stadtwald.
Bei den 45. Deutschen Meisterschaften im Wasserspringen, die vom 17.–19. Juli 1936 in Halberstadt stattfanden, wurde Ehscheidt Vizemeisterin. Die gerade Siebzehnjährige hatte sich damit für die Teilnahme an den Olympischen Spielen in Berlin qualifiziert. Am 12. August 1936 traten bei den olympischen Wettbewerben im Turmspringen die drei bestplatzierten Springerinnen der vorangegangenen deutschen Meisterschaft an. Neben Ehscheidt waren dies die ebenfalls aus Frankfurt stammende Deutsche Meisterin Anneliese Kapp sowie Käthe Köhler vom Hamburger Turnerbund 1862.
Die 22 Teilnehmerinnen aus 10 Ländern absolvierten ihre Sprünge zunächst in zwei Gruppen. In ihrer Gruppe I war Ehscheidt zunächst noch Dritte hinter den Japanerinnen Ōsawa und Kōno gewesen, jedoch erreichten mehrere Teilnehmerinnen der Gruppe II höhere Punktzahlen. Den Wettbewerb gewann schließlich die amerikanische Titelverteidigerin Dorothy Poynton vor ihrer Landsfrau Velma Dunn. Mit insgesamt 29,90 Punkten belegte Ehscheidt in der Gesamtwertung den 8. Platz. Käthe Köhler gewann mit 33,43 Punkten die Bronzemedaille, Anneliese Kapp wurde Elfte.
Über den weiteren Lebensweg von Ehscheidt ist kaum etwas bekannt. Am 21. März 1940 heiratete sie in Frankfurt am Main Josef Theodor Thelen. 
Anne Ehscheidt wurde nur 28 Jahre alt. Am Morgen des 26. August 1947 wurde sie in ihrer Wohnung tot aufgefunden, nachdem sie sich selbst durch eine Gasvergiftung das Leben genommen hatte.